# Suhel Haddad
Suhel Haddad (àrab: سهيل حداد, Suhayl Ḥaddād; hebreu: סוהיל חדאד‎) (Jaffa, 28 de març de 1951) és un actor àrab israelià de teatre, cinema i televisió.
L'any 1982 va començar a treballar com a productor de programes de televisió educatius en àrab (televisió educativa israeliana).
El 1986, a la pel·lícula Avanti Popolo, produïda per Rafi Bukai, va interpretar el paper de Ghassan Hamadeh, un soldat egipci. El 1998 va guanyar una menció a la millor interpretació masculina a la XIX edició de la Mstra de València. El 2011, va produir el documental Douma, dirigit per la seva dona, Abir Haddad Zaybak.

## Filmografia
Cinema
- 1984: La noia del timbal de George Roy Hill: Danny
- 1986: Avanti Popolo de Rafi Bukai: Rasan (Ghassan) Hamadeh
- 1992: Gmar Gavi'a d'Eran Riklis: Omar
- 1999: Darb Al-Tabanat d'Ali Nassar: Mabruq
- 2010: Hitpartzut X d'Eitan Tzur: Anton Karam
- 2012: La Grotte de Sal Orr: veí
- 2016: Bar Bahar de Maysaloun Hamoud

Televisió
- 1984: Krovim Krovim: Antoine
- 1988: Ken, ma?, sitcom d'Anat Gov: Ibrahim

## Teatre
Suhel Haddad és un dels principals actors del teatre Al-Midan a Haifa.